# Ikboljon Kholdarov
Ikboljon Kholdarov (Andijan, 1997) è un pugile uzbeko.

## Palmarès
- Campionati mondiali

Amburgo 2017: argento nei pesi superleggeri.
- Campionati asiatici

Tashkent 2017: oro nei pesi superleggeri.
- Giochi asiatici

Giacarta 2018: oro nei pesi gallo.